# NGC 2887
NGC 2887 est une vaste galaxie lenticulaire située dans la constellation de la Carène. NGC 2887 a été découverte par l'astronome britannique John Herschel en 1834.

## Caractéristiques
Sa vitesse par rapport au fond diffus cosmologique est de 3 066 ± 28 km/s, ce qui correspond à une distance de Hubble de 45,2 ± 3,2 Mpc (∼147 millions d'al).
À ce jour, six mesures non basées sur le décalage vers le rouge (redshift) donnent une distance de 42,583 ± 10,093 Mpc (∼139 millions d'al), ce qui est à l'intérieur des valeurs de la distance de Hubble. Notons cependant que c'est avec la valeur moyenne des mesures indépendantes, lorsqu'elles existent, que la base de données NASA/IPAC calcule le diamètre d'une galaxie et qu'en conséquence le diamètre de NGC 2887 pourrait être d'environ 71,8 kpc (∼234 000 al) si on utilisait la distance de Hubble pour le calculer.